# Zeppo Marx
Zeppo Marx (tên thật là Herbert Manfred Marx) (1901-1979) là diễn viên, nhà phát minh người Mỹ. Ông là thành viên của Marx Brothers. Năm 1969, ông nôp đơn xin và nhận được bằng sáng chế về máy đo nhịp tim.